# Đinh (cây)
Cây đinh (danh pháp khoa học: Markhamia stipulata) là một loài thực vật có hoa trong họ Chùm ớt. Loài này được (Wall.) Seem. mô tả khoa học đầu tiên năm 1863.
|  |  |